# Embolemus pecki
Embolemus pecki (лат.) — вид мелких хризидоидных ос рода Embolemus из семейства Embolemidae. Европа (Канарские острова Испании), Россия (Приморский край), Китай, Вьетнам, Индонезия, Тайвань, Япония

## Описание
Длина самца от 2,2 до 4,3 мм. Основная окраска красновато-коричневая (голова и проподеум чёрные). Усики с длинными члениками. Самцы крылатые. Заднее бедро слабо дорзально-базально выпуклое. Пронотум без латерального киля перед тегулами. Мезоскутум и скутеллюм гладкие и блестящие. Глаза мелкие и отдалены от мест прикрепления усиков к голове. Нижнечелюстные щупики 6-членкиовые, а нижнегубные состоят из 2 или 3 сегментов.
Вид был впервые описан в 1997 году итальянским гименоптерологом Массимо Олми (Massimo Olmi, Tropical Entomology Research Center, Viterbo, Италия).